# 중국 농구 국가대표팀
중국 농구 국가대표팀(중국어: 中国国家篮球队)은 중화인민공화국의 농구 국가대표팀이다. 올림픽 농구 본선에는 9번 출전하여 그 중 3번의 대회에서 8강에 올랐고 FIBA 농구 월드컵 본선에는 역시 9번 출전하여 1994년 대회에서 8강에 올랐으며 FIBA 아시아 선수권 대회 본선에는 22번 출전하여 금메달 16개, 은메달 1개, 동메달 2개를 획득했다. 그리고 아시안 게임 농구에는 12번 참가하여 금메달 8개, 은메달 2개, 동메달 1개를 획득하면서 5위에 그쳤던 2014년 대회를 제외한 모든 대회에서 메달을 따냈다. 또한 동아시아 경기 대회에는 6번 출전하여 금메달 2개, 은메달 1개, 동메달 2개를 획득하면서 역시 4위에 그친 2009년 대회를 제외한 모든 대회에서 메달을 수확했다.

## 주요 선수

### 현역
- 저우치
- 궈아이룬
- 자오루이 (광둥 사우던 타이거즈)
- 런쥔페이 (광둥 사우던 타이거즈)
- 팡숴 (베이징 덕스)
- 커란바이커 마칸 (신장 플라잉 타이거즈)

### 은퇴
- 야오밍
- 왕즈즈
- 멍커바터얼
- 후웨이둥

## 같이 보기
- 중국 여자 농구 국가대표팀
- 중국 농구 협회